# آنژلیکا ترلیوگا
آنژلیکا ترلیوگا (اوکراینی: Анжеліка Терлюга؛ زادهٔ ۲۷ مارس ۱۹۹۲) کاراته‌کا اهل اوکراین است.